# Tiilima
Tiilima – wieś w Estonii, w prowincji Parnawa, w gminie Varbla.